# Þorkelsson
Þorkelsson ist ein männlicher isländischer Name.

## Bedeutung
Der Name ist ein Patronym und bedeutet Þorkells Sohn. Die weibliche Entsprechung ist Þorkelsdóttir (Þorkells Tochter).

## Namensträger
- Gísli Þorkelsson (* 1941), isländischer Fußballspieler
- Orri Freyr Þorkelsson (* 1999), isländischer Handballspieler
- Róbert Orri Þorkelsson (* 2002), isländischer Fußballspieler